# Lista över riddare i Sverige
Detta är en lista över dubbade riddare i Sverige.

## Riddare i Sverige

### Riddare dubbade avGustav Vasa
| Dubbad          | Namn                          | Levnadstid | Övrigt |
| --------------- | ----------------------------- | ---------- | ------ |
| 12 januari 1528 | Ture Eriksson (Bielke)        | –1533      |        |
| 12 januari 1528 | Erik Fleming                  | 1487–1548  |        |
| 12 januari 1528 | Ivar Fleming                  | –1548      |        |
| 12 januari 1528 | Bengt Nilsson (Färla)         | –1546      |        |
| 12 januari 1528 | Birger Nilsson (Grip)         | –1565      |        |
| 12 januari 1528 | Karl Eriksson (Gyllenstierna) | –1541      |        |
| 12 januari 1528 | Peder Hård                    | –1534      |        |
| 12 januari 1528 | Knut Andersson (Lillie)       | –1546      |        |
| 12 januari 1528 | Måns Bryntesson (Lilliehöök)  | –1529      |        |
| 12 januari 1528 | Måns Johansson (Natt och Dag) | 1500–1555  |        |
| 12 januari 1528 | Lars Siggesson (Sparre)       | 1492–1554  |        |
| 12 januari 1528 | Johan Turesson (Tre Rosor)    | –1556      |        |
| 12 januari 1528 | Nils Olofsson (Vinge)         | 1465–1529  |        |
| 19 januari 1536 | Sten Eriksson (Leijonhufvud)  | 1518–1568  |        |
| 19 januari 1536 | Svante Sture                  | 1517–1567  |        |
| 22 augusti 1544 | Per Brahe                     | 1520–1590  |        |

### Dubbade riddare avErik XIV
| Dubbad       | Namn                           | Levnadstid | Övrigt                 |
| ------------ | ------------------------------ | ---------- | ---------------------- |
| 1561         | Dionysius Beurræus             | –1567      |                        |
| 1561         | Hogenskild Bielke              |            |                        |
| 1561         | Ture Bielke                    | 1514–1577  |                        |
| 1561         | Nils Andersson Boije           |            |                        |
| 1561         | Jöns Tordsson Bonde            | –1566      |                        |
| 1561         | Gustaf Götriksson Fincke       |            |                        |
| 1561         | Göran Götriksson Fincke        |            |                        |
| 1561         | Klar Eriksson Flemming         |            |                        |
| 1561         | Bo Birgersson Grip             |            |                        |
| 1561         | Erik Gyllenstierna             | (död 1565) |                        |
| 1561         | Göran Eriksson (Gyllenstierna) | 1498–1575  |                        |
| 1561         | Nils Gyllenstierna             | 1526–1601  |                        |
| 1561         | Nils Karlsson Gyllenstierna    |            |                        |
| 1561         | Erik Karlsson Gyllenstierna    |            |                        |
| 1561         | Bengt Bengtsson Gylta          |            |                        |
| 1561         | Nils Nilsson Krumme            |            |                        |
| 1561         | Hans Klasson Kyle              |            |                        |
| 1561         | Knut Knutsson Lillie           |            |                        |
| 1561         | Ivar Ivarsson Lillieörn        |            |                        |
| 1561         | Erik Månsson (Natt och Dag)    | –1563/1564 |                        |
| 1561         | Sigge Larsson Sparre           |            |                        |
| 1561         | Klas Åkesson Tott              |            |                        |
| 1561         | Arvid Turesson Trolle          |            |                        |
| 1561         | Erik Magnusson Ulfsparre       |            |                        |
| 1561         | Henrik Norman                  |            | Sändebud från Pommern. |
| 1561         | Jörgen Pudewiks                |            | Sändebud från Pommern. |
| 30 juni 1561 | Arvid Arup                     |            | Sändebud från Danmark. |
| 30 juni 1561 | Johan Rudelius                 |            | Sändebud från Lübeck.  |
| 30 juni 1561 | Johan Preute                   |            | Sändebud från Danzig.  |
| 30 juni 1561 | Måns Svensson (Somme)          | –1571      |                        |
| 13 juli 1561 | Claus Meex                     |            | Sändebud från Livland. |
| 13 juli 1561 | Hans Claesson (Bielkenstierna) | –1566      |                        |
| 13 juli 1561 | Knut Haraldsson Soop           | –1566      |                        |
| 13 juli 1561 | Henrik Klasson (Horn)          | 1512-1595  |                        |
| 13 juli 1561 | Hans Björnsson Lejon           |            |                        |
| 5 juli 1568  | Åke Bengtsson Färla            | –1578      |                        |

### Dubbade riddare avJohan III
| Dubbad          | Namn                          | Levnadstid        | Övrigt |
| --------------- | ----------------------------- | ----------------- | ------ |
| 10 juli 1569    | Gustav Banér                  | 1547–1600         |        |
| 10 juli 1569    | Sten Banér                    | 1546–1600         |        |
| 10 juli 1569    | Johan Axelsson (Bielke)       | –1576             |        |
| 10 juli 1569    | Pontus De la Gardie           | 1520–1585         |        |
| 10 juli 1569    | Anders Pedersson (Lilliehöök) | –1572             |        |
| 10 juli 1569    | Knut Posse                    | –1595             |        |
| 10 juli 1569    | Erik Sparre                   | 1550–1600         |        |
| 1570-talet      | Axel Stensson Lewenhaupt      |                   |        |
| 1575            | Anders Keith                  | –1597             |        |
| 1580            | Arvid Gustafsson (Stenbock)   | 1541–1609         |        |
| 1 juli 1582     | Herman Flemming               | Omkring 1520–1583 |        |
| 20 januari 1593 | Karl Gustavsson (Stenbock)    | 1537–1609         |        |